# Martres-de-Rivière
Martres-de-Rivière település Franciaországban, Haute-Garonne megyében. Lakosainak száma 418 fő (2022. január 1.). Martres-de-Rivière Ardiège, Labarthe-Rivière és Pointis-de-Rivière községekkel határos.

## Népesség
A település népességének változása:
| Lakosok száma | 229  | 276  | 292  | 357  | 407  | 378  | 357  | 351  | 373  | 418  |
|               | 1968 | 1982 | 1990 | 2006 | 2013 | 2015 | 2017 | 2019 | 2020 | 2022 |